# Brie (Ille-et-Vilaine)
Pour les articles homonymes, voir Brie.
Brie est une commune française située dans le département d'Ille-et-Vilaine en région Bretagne.

## Géographie
| Corps-Nuds |      |       |
| Chanteloup | Brie | Janzé |
| Saulnières |      |       |

### Hydrographie
Pour un article plus général, voir Réseau hydrographique d'Ille-et-Vilaine.
La commune est située dans le bassin Loire-Bretagne. Elle est drainée par l'Ise, le ruisseau de Caran,,.
L'Ise, d'une longueur de 30 km, prend sa source dans la commune de Janzé et se jette  dans la Seiche à Noyal-Châtillon-sur-Seiche, après avoir traversé sept communes. 

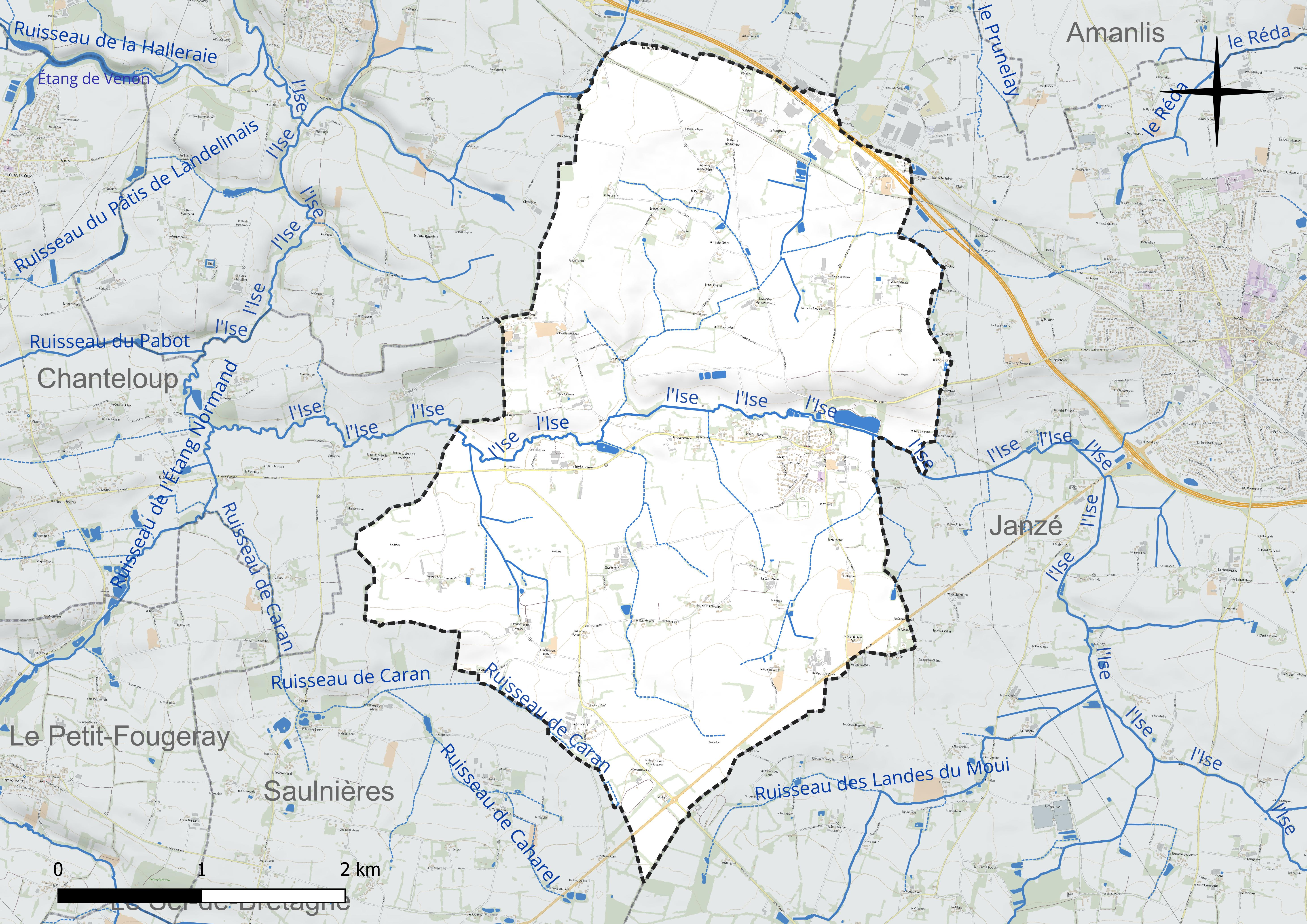
Réseau hydrographique de Brie.

### Climat
Pour des articles plus généraux, voir Climat de la Bretagne et Climat d'Ille-et-Vilaine.
En 2010, le climat de la commune est de type climat océanique altéré, selon une étude du CNRS s'appuyant sur une série de données couvrant la période 1971-2000. En 2020, Météo-France publie une typologie des climats de la France métropolitaine dans laquelle la commune est exposée à un climat océanique et est dans la région climatique  Bretagne orientale et méridionale, Pays nantais, Vendée, caractérisée par une faible pluviométrie en été et une bonne insolation. Parallèlement l'observatoire de l'environnement en Bretagne publie en 2020 un zonage climatique de la région Bretagne, s'appuyant sur des données de Météo-France de 2009. La commune est, selon ce zonage, dans la zone « Sud Est », avec des étés relativement chauds et ensoleillés.  
Pour la période 1971-2000, la température annuelle moyenne est de 11,6 °C, avec une amplitude thermique annuelle de 13,2 °C. Le cumul annuel moyen de précipitations est de 720 mm, avec 11,6 jours de précipitations en janvier et 6,4 jours en juillet. Pour la période 1991-2020, la température moyenne annuelle observée sur la station météorologique la plus proche, située sur la commune d'Arbrissel à 18 km à vol d'oiseau, est de 12,1 °C et le cumul annuel moyen de précipitations est de 718,7 mm,. Pour l'avenir, les paramètres climatiques de la commune estimés pour 2050 selon différents scénarios d'émission de gaz à effet de serre sont consultables sur un site dédié publié par Météo-France en novembre 2022.

## Urbanisme

### Typologie
Au 1er janvier 2024, Brie est catégorisée commune rurale à habitat dispersé, selon la nouvelle grille communale de densité à sept niveaux définie par l'Insee en 2022.
Elle est située hors unité urbaine. Par ailleurs la commune fait partie de l'aire d'attraction de Rennes, dont elle est une commune de la couronne,. Cette aire, qui regroupe 183 communes, est catégorisée dans les aires de 700 000 habitants ou plus (hors Paris),.

### Occupation des sols
L'occupation des sols de la commune, telle qu'elle ressort de la base de données européenne d'occupation biophysique des sols Corine Land Cover (CLC), est marquée par l'importance des territoires agricoles (94,4 % en 2018), en diminution par rapport à 1990 (97,5 %). La répartition détaillée en 2018 est la suivante : terres arables (47,8 %), zones agricoles hétérogènes (46,6 %), zones urbanisées (3,2 %), zones industrielles ou commerciales et réseaux de communication (2,4 %). L'évolution de l'occupation des sols de la commune et de ses infrastructures peut être observée sur les différentes représentations cartographiques du territoire : la carte de Cassini (XVIIIe siècle), la carte d'état-major (1820-1866) et les cartes ou photos aériennes de l'IGN pour la période actuelle (1950 à aujourd'hui).

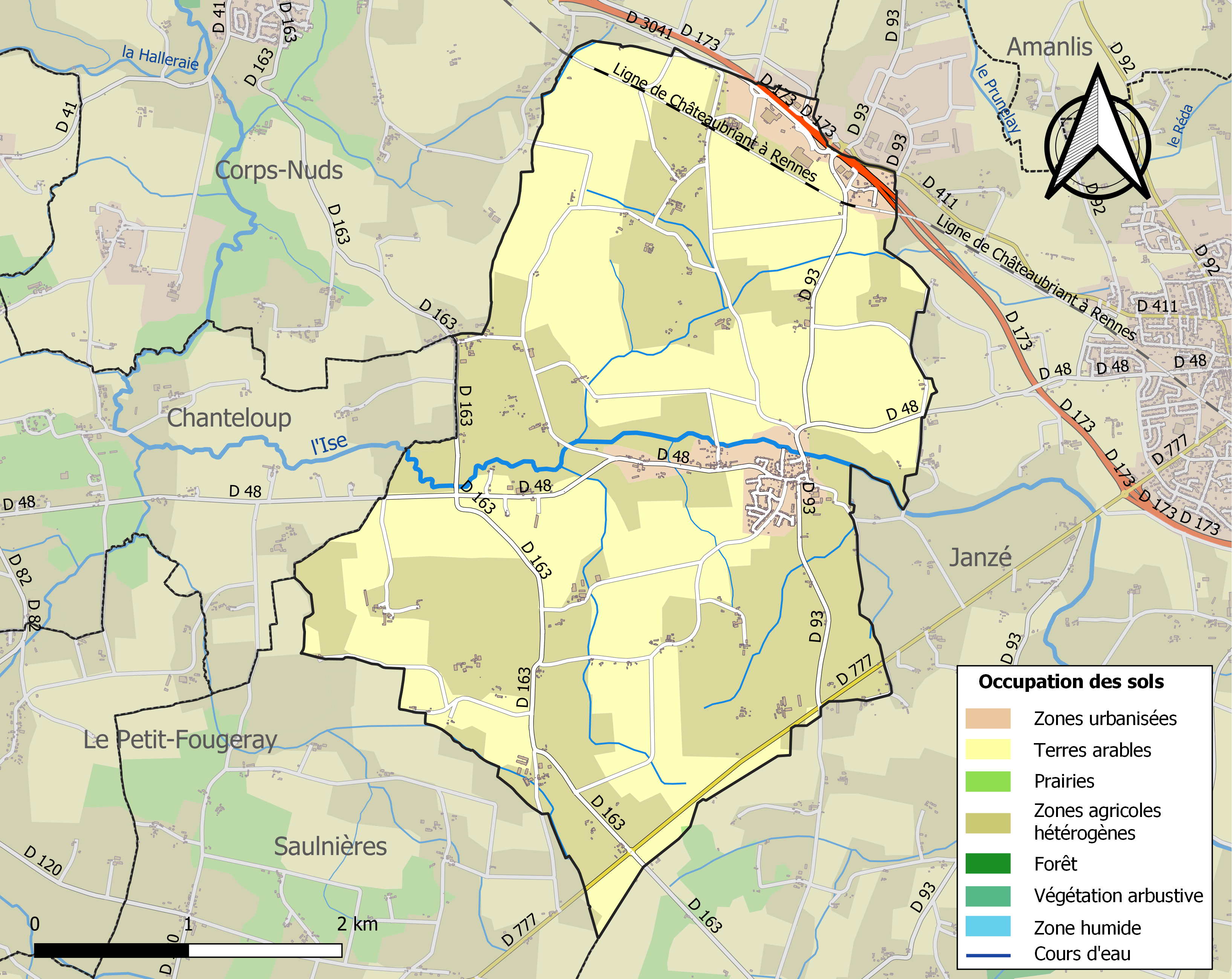
Carte des infrastructures et de l'occupation des sols de la commune en 2018 (CLC).

## Toponymie
Le nom de la localité est attesté sous les formes Plebs Beria en 1096, Berie en 1240, Beria en 1516.

## Histoire

### Héraldique
| Blason | Blasonnement : D'argent aux trois fasces crénelées de sable. |

## Politique et administration

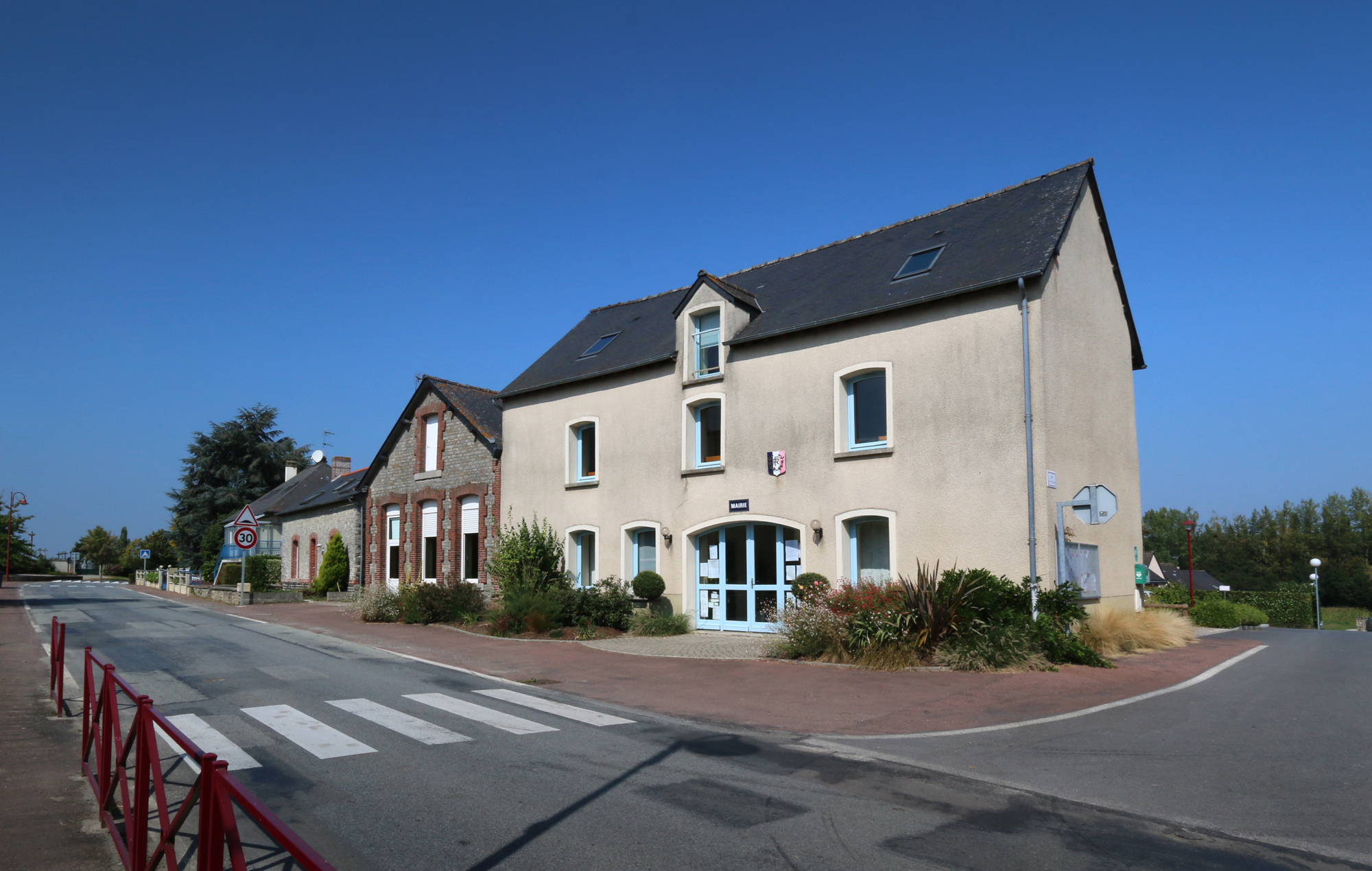
Mairie de Brie.

| Période                                  | Période     | Identité             | Étiquette | Qualité           |
| ---------------------------------------- | ----------- | -------------------- | --------- | ----------------- |
| 1947                                     | 19...       | Désiré Ménard        | MRP       |                   |
| 1957                                     | 1970        | Théodore Pelatre     |           | Agriculteur       |
| ?                                        | ?           | ?                    |           |                   |
| 1970                                     | mars 1983   | Jean-Baptiste Jamier |           |                   |
| mars 1983                                | mars 1989   | Célestin Colliot     |           | Retraité agricole |
| mars 1989                                | mars 2001   | Bernard Boué         |           | Commerçant        |
| mars 2001                                | 25 mai 2020 | Bernard Jamet        | PS        | Agriculteur       |
| 25 mai 2020                              | En cours    | Bruno Pelletier      | DVG       | Artisan coiffeur  |
| Les données manquantes sont à compléter. |             |                      |           |                   |

## Démographie
L'évolution du nombre d'habitants est connue à travers les recensements de la population effectués dans la commune depuis 1793. Pour les communes de moins de 10 000 habitants, une enquête de recensement portant sur toute la population est réalisée tous les cinq ans, les populations de référence des années intermédiaires étant quant à elles estimées par interpolation ou extrapolation. Pour la commune, le premier recensement exhaustif entrant dans le cadre du nouveau dispositif a été réalisé en 2004.

En 2022, la commune comptait 1 014 habitants, en évolution de +8,45 % par rapport à 2016 (Ille-et-Vilaine : +5,46 %, France hors Mayotte : +2,11 %).
| 1793 | 1800 | 1806  | 1821  | 1831  | 1836  | 1841 | 1846  | 1851 |
| ---- | ---- | ----- | ----- | ----- | ----- | ---- | ----- | ---- |
| 942  | 858  | 1 022 | 1 009 | 1 035 | 1 000 | 983  | 1 009 | 995  |

| 1856 | 1861 | 1866 | 1872 | 1876 | 1881 | 1886 | 1891 | 1896 |
| ---- | ---- | ---- | ---- | ---- | ---- | ---- | ---- | ---- |
| 978  | 950  | 952  | 900  | 899  | 900  | 870  | 846  | 801  |

| 1901 | 1906 | 1911 | 1921 | 1926 | 1931 | 1936 | 1946 | 1954 |
| ---- | ---- | ---- | ---- | ---- | ---- | ---- | ---- | ---- |
| 788  | 792  | 771  | 688  | 705  | 646  | 661  | 642  | 571  |

| 1962 | 1968 | 1975 | 1982 | 1990 | 1999 | 2004 | 2006 | 2009 |
| ---- | ---- | ---- | ---- | ---- | ---- | ---- | ---- | ---- |
| 510  | 504  | 419  | 512  | 576  | 698  | 718  | 761  | 799  |

| 2014 | 2019  | 2022  | - | - | - | - | - | - |
| ---- | ----- | ----- | - | - | - | - | - | - |
| 851  | 1 006 | 1 014 | - | - | - | - | - | - |

## Lieux et monuments

### Patrimoine bâti
Église paroissiale Notre-Dame (XIe – XIXe siècle). Une église romane dont le chœur subsiste est édifiée au XIe siècle. Notre-Dame de Brie apparait en 1096 dans le cartulaire de Redon : une donation faite à l'abbaye Saint-Sauveur est confirmée dans son cimetière par un chevalier nommé Rainier. Le chœur roman est à chevet droit. Il est flanqué à l'extérieur de trois contreforts plats et percé de deux étroites fenêtres de plein cintre. Les grands chevets plats  sont peu courants dans l'architecture romane bretonne. En dehors du chœur, l'essentiel de la construction date des XVe et XVIe siècles et l'église a connu d'importants remaniements à la fin du XIXe siècle par Arthur Regnault. Une tour est élevée à l'ouest en 1865. La nef est reconstruite en 1881.

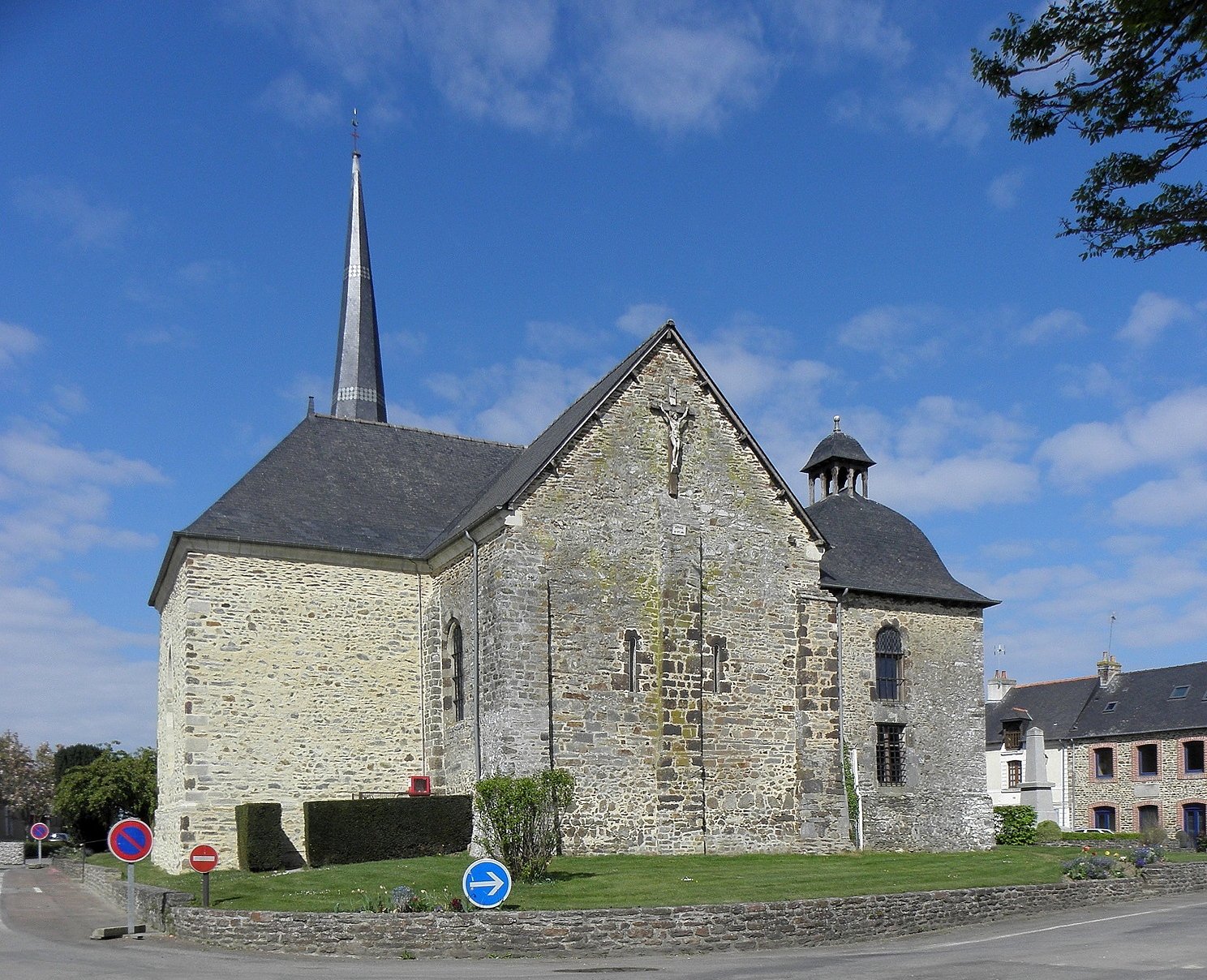
Le chevet roman.
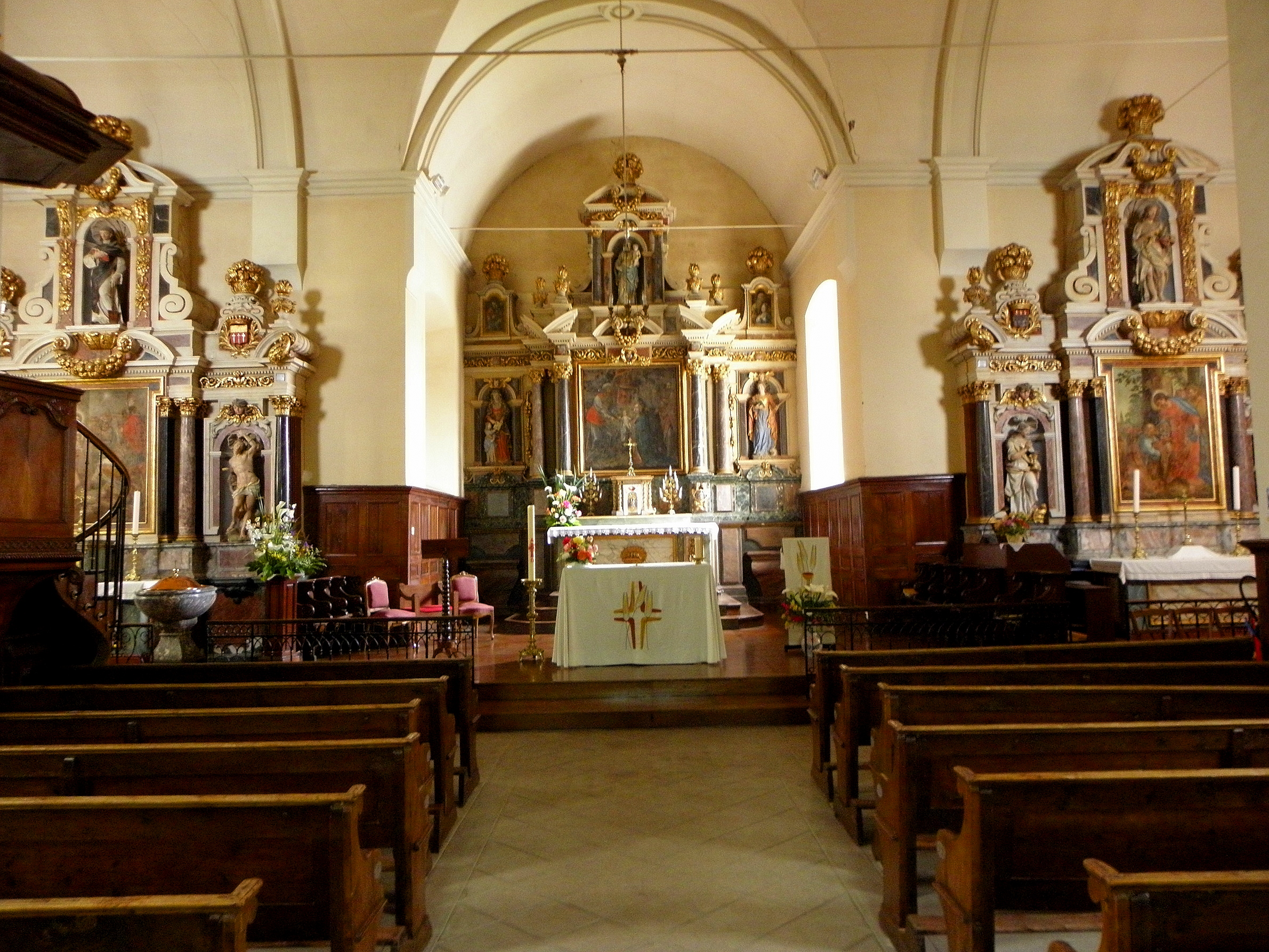
Intérieur.

### Patrimoine naturel
Brie possède un étang entouré d'espaces verts, situé au nord-est de la commune, près du centre. Il est alimenté par le ruisseau de l'Ise.